# Nhà thờ chính tòa Minorca
Nhà thờ chính tòa vương cung thánh đường Menorca là nhà thờ ở Ciutadella, quần đảo Baleares, Tây Ban Nha. Nhà thờ được xây dựng theo các chỉ thị của vua Alfonso III của Aragon, người đã chinh phục quần đảo năm 1287 trên nền đất Thánh đường Hồi giáo cũ.

## Lịch sử
Nhà thờ bắt đầu được xây dựng từ năm 1300 và hoàn thành năm 1362 với kiến trúc Gothich Catalan, và nổi bật với khoảng rộng gian giữa, với 6 nhà nguyện mỗi bên. Hậu đường năm cạnh được hướng về phía đông.
Đế quốc Ottoman dưới sự cai trị của Hayreddin Barbarossa đã đốt phá nhà thờ năm 1558 và thêm với sự kiện tầng hầm nhà thờ bị sụp năm 1626, nhưng sau đó mọi thiệt hại nhanh chóng được khắc phục về kiến trúc ban đầu.
Năm 1795, với việc khôi phục Dinh giám mục cũ Minorca (đã tồn tại từ lúc bắt đầu vào thế kỷ thứ 5), nhà thờ xứ Ciutadella trở thành nhà thờ chính tòa của giáo hội công giáo Roma Menorca mới.
Vào thời giám mục Juano, mặt tiền chính nhà thờ được xây lại năm 1813 theo kiến trúc Tân cổ điển, trái ngược với kiến trúc Gothic của nhà thờ, trong khi việc khôi phục cửa bên có tên là Porta de la Llum (Cổng Ánh Sáng) vẫn giữ một số nét trang trí từ thời Trung Cổ.
Ở bên trong có một nhà thờ nhỏ kiểu Baroqua của Kinh Truyền Tin có thời gian từ lúc bắt đầu thế kỷ 17 với các cột được khắc tinh xảo.
Nhà thờ bị cướp phá và báng bổ vào những ngày đầu của nội chiến Tây Ban Nha năm 1936, nhưng sau đó được khôi phục về phong cách hiện nay bởi giám mục Bartolomé Pascual vào khoảng giữa năm 1939 và 1941. Trong đó, dàn hợp xướng được chuyển từ gian giữa đến vị trí hiện tại của nó ở hậu đường.